# ワッチャプリマジ!
『ワッチャプリマジ!』（Waccha Primagi!）は、タカラトミーアーツとシンソフィアの共同開発により日本で2021年10月1日から2024年4月3日まで稼働していたアーケードゲーム。また、このゲームを原作として2021年10月3日から2022年10月9日まで放送された同名のテレビアニメ。
略称は『プリマジ』、キャッチコピーは「めざすは、てっぺん！ きらめくマジをさがしにいこう！」。

## 概要
2010年に稼働を開始した『プリティーリズム』から始まるプリティーシリーズの第4弾で、2011年のアニメシリーズ第1作『プリティーリズム・オーロラドリーム』放送開始からの10周年記念作品にもなっている。
2021年6月24日にゲームとアニメの製作発表が行われ、テーマが「魔法」であることが明かされた。
テレビアニメ（後述）を中心とするメディアミックスは2022年10月までに終了したが、ゲームは引き続き展開され、同年11月より新シリーズ『ワッチャプリマジ!スタジオ』が稼働開始。
『ワッチャプリマジ!スタジオ』についても「プリティーオールスター第2章」を最終弾とし、2024年2月1日更新の新要素追加をもって順次稼働を終了。同年4月より第5世代『ひみつのアイプリ』へと移行した。

## ストーリー

### アニメ版
歌とダンス、ファッションで構成されるエンターテインメントのプリマジ。見る人を魅了するそのステージは「魔法のようだ」と言われるが、実は本当に魔法の力で演出が行われていた。
中学1年生の陽比野まつりは1人のファンとしていつかプリマジのステージに立ちたいと夢見ていたところ、魔法界からやって来た魔法使いのみゃむと出会ったことをきっかけにプリマジスタとしてデビューすることになってしまう。
プリマジの実力者である弥生ひな、見た目は可愛いが非常に腹黒い甘瓜みるき、プリマジオタクで人付き合いに消極的な心愛れもん、おおらかで紳士的な皇あまねといった個性豊かなプリマジスタ達と切磋琢磨しながら、プリマジスタのトップを決めるグランドプリマジフェスティバルでの優勝を目指すことになる。
まつり、ひな、れもん、あまね、みるきの5人は共同で合宿に挑む。合宿は大混乱に陥ったものの互いの成長を促す結果に至る。エキシビジョンマッチでは誰がセンターになるか揉めるが、5人ともセンターになることで落ち着き、ステージを見事に成功させる。
だが人間界でのプリマジを取り仕切るオメガ・コーポレーションの社長、御芽河阿智彦はそんな5人のステージを快く思わず、自身の娘である御芽河あうるをプリマジに投入。あうるは本来の魔法ではなく、プリマジの過去のデータに基づいたテクノロジーによるプリマジを実践しようとするもデビューライブが納得できない結果に終わり、まつりの家に暫く居候する。
まつりの幼馴染の少年の伊吹橙真とみゃむの幼馴染のマナマナの少年ひゅーいがTrutHとしてデュオでのプリマジデビューを果たしたのをきっかけに、ひゅーいは2人1組でステージを披露するフィーリングデュオ大会を発案。まつりとあうる、ひなとあまね、みるきとれもんがそれぞれペアを組み、デュオプリマジを実践する。
そんな中で阿智彦の「魔法の力を使わず人間界だけでプリマジを運営する」という新システムの稼働の野望が徐々にプリマジそのものを揺るがしていくが、その結果はプリマジスタのジェニファー・純恋・ソルが太陽のエレメンツ・アポローンと融合して『ジェニファー＝アポローン』になりプリマジ全体を混乱に陥れてしまうというものであった。
プリマジを守るため、そしてジェニファーを救うために、まつり達はこれまで仲間にした5体のエレメンツと共にプリマジの始まりとも言い伝えられる「ユーフォリアレビュー」をプリマジを通じて再現する対抗作戦を決行し、ジェニファー＝アポローンとの最終決戦に臨む。しかし、ジェニファーとアポローンの融合は想像以上に進行しており、もはやジェニファーとしての自我は失われていた。まつりはかつての優しかった頃のジェニファーの言葉を投げかけ説得を始める。「もう一人にはできない」というまつりの言葉に困惑するジェニファーを前に、みゃむはここぞとばかりに真の力を解放した。するとみゃむは、見たこともないエレメンツコーデを纏った天使のような姿となった。
存在しなかったはずの第7のエレメンツコーデ・ラブエレメンツコーデの顕現。それは、みゃむが愛の精霊、すなわちエレメンツとして覚醒したことを意味していた。
まつりもまたラブエレメンツコーデを纏ってジェニファーと対峙する。まつりとみゃむ、二着のラブエレメンツコーデの愛の力がジェニファーに届き、サンシャインエレメンツコーデのヘブンズ化は解除され、ジェニファーは正気を取り戻す。そして、ユーフォリアレビューの最後を飾る6人でのライブにて6着のヘブンズコーデの力が一つになり、封印されていたリューメは目を覚まし、ジェニファーとの再会を果たした。
戦いは終わった。だが、この戦いでみゃむは力を使い果たし、人間界にその体をとどめる限界を迎えてしまったため、まつりとみゃむは離れ離れとなってしまう。
そして迎えた、ジェニファーとリューメの二人でのプリマジ。その時、ジェニファーはなんとまつりに「ステージに立て」と要求し始める。だが、今のまつりはマナマナを連れておらず、プリマジなど不可能なはずだった。しかしまつりの登場に観客の熱狂は収まらない。そこに、なぜか箒に乗ったみゃむが乱入し、まつりは再びプリマジスタの姿への変身を果たし、ラブエレメンツコーデと共にプリマジを成功させた。
あれからしばらくして、仲間たちと共に学校に通おうとするみゃむのもとに、なぜかまつりが現れる。実は、まつりはユーフォリアレビューを達成させたご褒美に、魔法界への留学を志願していたのだった。
まつりとみゃむのプリマジは、終わらない。

### ワッチャプリマジ!スタジオ

#### みゃむ・チムム編（第1章・第2章）
プリマジスタたちのコーデを生み出していた存在、コーデメイツ。
最近、魔法界は伝説のプリンセスブランド「プリンセスマジック」と、コーデメイツプリンセスと呼ばれる存在・ひめめが千年の眠りから目覚めるかもしれないという噂で持ちきりとなっている。
みゃむ達は、ひめめの復活を祝うためにプリマジスタが集まる新たなプリマジのステージを設立した。
それこそが、「ワッチャプリマジ!スタジオ」。

#### はにたん編（第3章）
ついにひめめをスタジオに迎える準備が整った。しかし、ひめめは一向に目覚める気配がない。そう、ひめめは千年もの眠りにより自分一人の力では封印のクリスタルを破壊できないほど衰弱していたのだ。
このピンチに立ち上がったのは、みるきと契約するマナマナ、はにたん。ひめめがクリスタルガーデンを出られないなら自分たちが会いに行けばいいとひらめいた一同は、エレメンツコーデを進化させたクリスタルコーデを生み出し、ひめめの眠るクリスタルガーデンを目指すのだった。

#### きゃろん編（第4章）
ひめめを目覚めさせるため、れもんのパートナー・きゃろんが駆け付けてくれた。そして、みんなのワッチャとクリスタルコーデの力で、ひめめが千年の眠りから目覚める時が訪れようとしていた。
来たるべき日に向けみゃむ達マナマナとすべてのプリマジスタが結束する。みゃむ達の呼びかけによって全国のプリマジスタたちからひめめに送られたワッチャは実に30億以上！みんなの強い想いが届き、ついに封印のクリスタルが砕け散った。そして、そこには目を覚ましたひめめの姿が…!
今この瞬間、伝説のコーデメイツプリンセス・ひめめが復活を果たしたのだった。

#### ひめめ編（第5章）/ぱたの編（第6章）
ついに千年の眠りから目覚めたひめめ。そして、全国のプリマジスタたちから送られたたくさんのワッチャの力がもたらしたものは、ひめめの目覚めだけではなかった。
プリンセスマジックのコーデにみんなのおしゃれにときめく気持ちが宿ってパワーアップを遂げた「プリンセスひめめコーデ」が生み出された。「みんなとプリマジをしたらきっと満開に花開くだろう」というひめめの誘いで、プリマジスタたちはお揃いのプリンセスコーデを身にまとった。そして、プリンセスガーデンへの道が今開かれようとしていた…。
一方そのころ。スタジオの楽しそうな様子を見たぱたのは、「自分も何かスペシャルなお祝いがしたい」と考え、一度はプリマジから手を引いたパートナーのあまねを連れてスタジオを訪れる。そして、仲間たちに「あまね様と一緒にプリマジミュージカルを上演する」と宣言した。さらに、あうるがタテジマをスタジオに持ち込んでプリマジを盛り上げる。
かくして、ここにひめめのウェルカムパーティーが始まるのだった。

#### 第7章
ウェルカムパーティーが幕を閉じ、「こんなにたくさんのおしゃれプリンセスたちとプリマジができたのは生まれて初めてだ。心がワチャワチャしてきて、ときめく気持ちが音楽のようにあふれて止まらない。とても素敵なコーデが浮かんできそう…!」と感動するひめめ。そしてひめめはプリマジスタに語り掛ける。「あなたとなら、まだ誰も見たことのないような、世界に一つだけのドレスを作れる気がする」と…。
おしゃれプリンセスさえも超えた最高のプリマジスタ「おしゃれプリンセスクイーン」を目指し、ひめめとプリマジスタのさらなる物語が始まる!

#### 第8章
ついに、ひめめの最高傑作が完成した。まぶしく光り輝く宝石が彩る煌びやかな純白のドレス。それはまるで天使や女神の装束のようだった。
ひめめの最高傑作をまとったおしゃれプリンセスがひめめと共にプリンセスガーデンで踊るとき、その煌めく友情の力により、とてつもない量のワッチャが天から降り注ぐ。そしてひめめは、今まで言えなかった感謝の気持ちを打ち明ける。
「私はもう全然眠くないの。おしゃれを心から楽しむあなたの気持ちがそうさせたのね。もっともっとたくさんの素敵なコーデをみんなのために紡いでいきたいわ」
それは千年に一度の奇跡の瞬間。ひめめが認めた究極のプリマジスタ、おしゃれプリンセスクイーンの誕生を意味していた。

## 登場人物
以下の説明は基本的にアニメ版のストーリーに基づく。声優はゲームとアニメで共通。

### 主要人物
この節では主にアーケードゲーム版に登場するキャラクターを「主要人物」として扱う。ゲーム第1期ではプレイヤーキャラクターとして使用できるのはプリマジスタのみで、パートナーのマナマナ（魔法使い）はプリマジスタをナビゲートする役割で登場していたが、第2期『ワッチャプリマジ!スタジオ』ではマナマナが順次プレイアブルで使用可能となり、みゃむ以外のマナマナも人間態を披露している（テレビアニメでは最終話のラストのみ）。

#### プリマジスタとパートナー
陽比野 まつり（ひびの まつり）
声 - 廣瀬千夏
本作の主人公で、プリマジと祭りが大好きな私立真直祥寺学園に通う中学1年生の少女。使用ブランドはLOVELY MELODY(ラブリーメロディ)。8月8日生まれ、血液型B型、好きな食べ物は焼きそばと飴。
プリマジに憧れを持ち、いつかそれに出場できる日を夢見た時に、やって来たみゃむからスカウトされたことによって、共にプリマジのトップを目指すことになった。
デュオ編では同い年でなおかつ以前自宅に居候していたあうると組むこととなり、絆や魔法などのプリマジの根幹を成す要素を全否定する上に他者を拒むあうるとの距離を縮めようとしている。
ユーフォリアレビューでみゃむが力を使い果たしたことに伴い、彼女と別れることになったが、ユーフォリアレビュー達成の褒美を行使して魔法界へ留学することにした。
人間界では朱色の髪であるが、プリマジスタの姿では水色のメッシュが入った赤い長髪に変化する。また身長も伸びている。
ゲームでは第1章からプレイアブルで選択可能。
みゃむ
声 - 小池理子
魔法界よりやって来たマナマナ（魔法使い）の少女。元気一杯な性格だが、トラブルメーカーな一面も見られる。「大魔法使いになる」と言う夢を叶えるため、まつりをプリマジスタにスカウトした。口癖は「～（だ）ぞ」で、男口調や乱暴な言葉遣いを多用する癖がある。人型の姿の際には小柄な体格で、まつりが小学校5年生の当時着ていた服がちょうど合うサイズ。
魔法学園では、マナマナが人間界で行動する時は目立たないようにマスコットの姿で行動するように指導している。みゃむの場合は青いネコに変身可能だが、他のマナマナとは異なり人間界でも人型で行動する方を好んでいる。
第3話にてひなのプリマジに感化されたことでまつりのパートナーをやめると言い渡してしまうが、ジェニファーの助けもあって再びまつりとパートナーになり、その後第13話のライブ後にはまつりから呼び捨てされるまでに絆を深めた。
デュオ編で敵対関係のまつりとあうるがデュオを組まされてしまった時にはまつりの魔法や絆を大切にするという立場を主張している。
ジェニファー＝アポローンとの最終決戦にて、自らの身を挺した作戦により愛の精霊「ラブエレメンツ」として覚醒し、まつりと共にジェニファーを救い出した。それにより、魔法の力が尽きてしまい、魔法界への帰還を余儀なくされた。
ゲームではマイキャラのパートナーも兼任している。『ワッチャプリマジ！スタジオ』ではMCを担当し、プレイアブルで使用可能となる。
弥生 ひな（やよい ひな）
声 - 内田彩
スポーツ強豪校で大勢のプリマジスタを輩出して来た荒鷲学園に通う中学3年生。使用ブランドはVIVID STAR(ビビッドスター)。語尾は「～じゃん」。
「おしゃれ番長」を自称しており、熱く真っ直ぐな性格から後輩に慕われている。しかし、料理や片付けなどの生活能力には乏しい。好物は兄の作ったオムライス。
プリマジスタの頂点を決めるグランドフェスでは前年度の優勝候補筆頭と言われていたが、ジェニファーに敗れて準優勝となったため捲土重来を期しており、グランドフェス出場を辞退すると表明しているジェニファーを記者会見場で「グランドフェスに来い」と挑発するが拒絶され、深い絶望に囚われてしまった。
デュオ編では同じく3年生のあまねと組む。
ユーフォリアレビュー終了後はプリマジスタを兼任しながらプリマジの運営に携わることになった。
普段の姿はオレンジのロングヘアで、右側に水色と緑の2つの星型のヘアピンを着用。プリマジスタの姿はサイドテールを大きい星型のヘアピンでまとめて左側に垂らしており、前髪のメッシュや毛先などが紫色になる他、上瞼にマゼンタ、下瞼には水色のアイシャドウを入れ、チークには星とニコちゃんマークのペイントを施している。
ゲームではまつりと共に第1章からプレイアブルで選択可能。第5章からは他のキャラクターよりも若干背が高くなった。
チムム
声 - 引坂理絵
ひなのパートナーである魔法使い。緑色のハムスターに似た姿をしている。語尾は「〜チム」。普段から得意気な態度だが、魔法学園では成績不振により居残りの常連だった。そのためか、後輩で開校以来の問題児とされるみゃむを目の敵にしている。他のプリマジスタに対する対抗意識も高く、みるきの腹黒い策略にも一定の理解を示している。
最終話のエピローグできゃろん・ぱたの・はにたんと共に人間態が登場。白いメッシュが入った緑色の髪をネズミの耳のようなシニヨンに結ったショートヘアの少女の姿をしている。
『ワッチャプリマジ!スタジオ』では人間態で登場。みゃむと共にMCを務め、プレイアブルでも使用可能となる。
心愛 れもん（ここあ れもん）
声 - 鈴木杏奈
中学2年生の少女。使用ブランドはRadiant Abyss(レディアントアビス)。プリマジオタクであり、それに詳しいところもある。またゲームオタクでもあるインドア派。極度の人見知りかつ緊張しやすい性格で、常に他者と物理的に距離を置いており、口数も少ない。緊張感が募ると意識が遠のき、プリマジスタや魔法界出身者が見ることができるエクトプラズムを口から放出する。
一人称が「拙者」や語尾に「ござる」をつけるなどの侍口調で話すが、普通に敬語で話すこともある。
第15話では先輩たちが勝手な行動をとるなど混乱する合宿をまとめ上げる役割を担っている。
デュオ編では同じ2年生のみるきと組む。ユーフォリアレビュー終了後は後進のプリマジスタをスカウトしていると同時に、みるきカワイイミュージアムの館長に立候補している。
普段の姿は黄色（金髪）のレモン状のシニヨンヘアであり、第9話前半までは目が隠れるほど前髪が長かったが、第9話後半で前髪を切り、目元を露出するようになった。プリマジスタの姿になると髪が伸びて毛先の部分は縦ロールに変化し、毛先にミントグリーンのグラデーションがかかり、前髪のメッシュと後ろ髪の前面が水色となる他、瞼には赤いアイシャドウを付け、チークにも蝙蝠の羽のようなペイントが施される。
ゲームでは第2章からプレイアブルで登場する。
きゃろん
声 - 吉河順央
れもんのパートナーである魔法使い。黒いウサギの姿をしている。真面目かつ礼儀正しいが、融通が利かないところもある。
人間態は黒と紫のツートーンのロングヘアのクールな少女。マナマナの中では比較的身長が高い。
『ワッチャプリマジ!スタジオ』では第4章からプレイアブルで使用可能。身長はひな、あまねと同程度に設定されている。
皇 あまね（すめらぎ あまね）
声 - 庄司宇芽香
中学3年生の少女。使用ブランドはEternal Revue(エターナルレヴュー)。
後輩からとても好かれており、ほとんどの人物から「あまね様」と呼ばれている。合宿ではその王子様のような立ち居振る舞いにれもんやみるきが惚れてしまっていた。普段はおおらかだが、プリマジでは一変するところも見られる。ひなと同様、生活能力はかなり乏しく、合宿では後輩たちを振り回していた。プリマジを始めたのは花屋敷翠子がきっかけであり、彼女の引退と共に自身も引退するつもりだったが、後に翠子から受け取った手紙を読んで引退を撤回した。
デュオ編ではみるきの抜け駆けを引き金に争奪戦になり、結局同じ3年生のひなと組むこととなった。
ユーフォリアレビュー終了後はプリマジスタとしての活動を休止、劇団を立ち上げて表現力の向上に励むことになった。
普段はベージュのウルフカットで眼鏡をかけているが、プリマジスタの姿では深紅と銀色のマッシュルームヘアとなり、眼鏡を外す。
ゲームでは第3章からプレイアブルで登場。他のキャラクターよりも若干背が高く、第5章以降のひなも同じ身長となっている。
ぱたの
声 - 小原好美
あまねのパートナーである魔法使い。カバにも見えるペガサスのような姿をしており、体色はピンク色。田舎者のため、方言を使って発することもある。一人称は「わたす」。スタイリッシュなあまねに憧れており、他の人物と同じく「あまね様」と呼んでいる。それほど端麗とは言い難い自身の容姿にコンプレックスを持っており、あまねにふさわしい美しい容姿になることを願っている。
上記の動物態とは異なり、人間態は薄ピンクと薄黄色のウェーブがかかった貴婦人風のおしとやかな美少女であり、訛りは変わらないが口調や声質もたおやかなものになっている。
『ワッチャプリマジ!スタジオ』では第6章より使用可能。
甘瓜 みるき（あまうり みるき）
声 - 相良茉優
中学2年生の少女で、既にプリマジスタとして一定の人気がありひな共々読者モデルとしても活動している。使用ブランドはCherry Sugar(チェリーシュガー)。
あざとかわいい性格で、表裏の差が激しい。将来の夢は「みるきカワイイミュージアム」を建設すること。己の信念を曲げない強さを持つがその本性は腹黒く、ドタキャンをしてコーデカードを奪おうとする、エキシビションのセンターを取るためにライバルに媚びを売る、デュオ編でのあまねのパートナーを決める会議で抜け駆けする等、卑劣な行為も厭わない。そのため、みゃむからはあまりよく思われていない。
イケメン好きという一面もあり、橙真のことは「イケメン2」と呼び慕っている。あまねやひゅーいにも惚れていたが、あまねの私生活の節操のなさやひゅーいの正体を知ったことにより幻滅している。
かつてはクラスの中でも目立たない存在で、自らを両親が営む八百屋で売れ残る訳ありの野菜と重ね合わせるほどだった。そんな中、あるクラスメイトに「すっぴんでもかわいい」と友達が集っていたことから「かわいいはとっておきの魔法」という思想に染まり、髪色を変えて語尾に「だお」をつけるようになる。加えて先述の訳あり野菜にデコレーションを施すとたちどころに完売した体験も得て、かわいさを追い求めるためなら手段を選ばない現在の性格に変貌した。
ユーフォリアレビューでの功績に伴い、みるきカワイイミュージアムの建設が認められる。また、その館長に立候補したれもんのことを承認する発言をしている。
普段の姿はピンク色のセミロングに水色の瞳だが、元々は髪も目も黒色であり、髪を染めてカラーコンタクトレンズを付けて現在の姿となった。プリマジスタの姿ではウェーブがかかり、ピンクと薄黄色（金髪）のツートーンになる。
ゲームでは第4章からプレイアブルで登場。他のキャラクターよりも若干背が低い。第5章から頭身が修正された。
はにたん
声 - 小倉唯
みるきのパートナーである魔法使い。黄色いテディベアのような姿をしている。語尾は「〜はに」。
普段は寝ぼけた表情だが、時に爪を生やして言動が攻撃的になることがあり、この状態ではみるきも頭が上がらない。
背面にチャックがあり、その世界の中身を秘密としている。現時点で中身は不明だが、第5話ではチャックを開けようとしたみゃむに対してみるきが「後悔するお」と警告していた。アニメ本編ではチャックの中身は明かされなかった。
人間態は前髪が紫色で、側頭部の髪をそれぞれ二つ分けにした金髪のけだるそうな表情の少女。
『ワッチャプリマジ!スタジオ』では第3章より使用可能。身長は低く、みるきと同程度。
御芽河 あうる（おめが あうる）
声 - 藤寺美徳
メカについて詳しく知っている13歳の少女。御芽河阿智彦の娘。オメガ・コーポレーションの社長室でプリマジスタ達の動向を注視していた。第24話までは行動目的が謎に包まれており、一切姿を現さなかった。使用ブランドはELECTRO REMIX(エレクトロリミックス)。一人称は「僕」。
まつりと同い年だが中学校には通っておらず、飛び級で大学院に進学したうえオメガ・コーポレーションの研究開発部門責任者にまでなった桁外れの天才で、マナマナ代わりのフクロウ型ロボット・タテジマにこれまでのプリマジのデータを徹底的に叩き込み、そのビッグデータから導き出した最高のプリマジをすることによって「魔法を使わずグランドフェスで優勝する」と豪語しており、感情や情熱、意思、魔法、絆といった不確定要素はアクシデントの原因になると断じている。しかし、プリマジの根幹を成すそれらを大切にしているまつりに「あなたはプリマジをしていて楽しいのか」と問われたことが原因で、デビューライブでは納得できるプリマジができずに終わり、まつりを研究するためまつりの家に居候することになる。
その後のデュオ編ではまつりと組まされてしまい、はじめはすべてを一人でこなしてきたことや自分と思想が正反対なことからまつりと組むことを激しく拒絶しており、以降も阿智彦によってみゃむの魔力を計測するなどの裏切り行為をさせられている。
ユーフォリアレビュー終了後はオメガ・コーポレーションの再建に注力することになった。
普段の姿は青緑色のショートヘアだが、プリマジスタの姿は黄緑色のメッシュが入り、同色のアイシャドウに加え、左のチークには五つのオレンジ色の四角形をあしらったメイクを施している。
ゲームでは第4章からプレイアブルで登場。みるき同様他のキャラクターよりも若干背が低く、第5章から頭身が修正された。
タテジマ
声 - 伊藤かな恵
第25話から登場。あうるのパートナー。あうる製作のAIロボットと思われ、無感情な片言しか喋らないが、あうるをサポートする高性能ぶりを見せる。
ジェニファー・純恋・ソル（ジェニファー・すみれ・ソル）
声 - 青野紗穂
まつりが憧れを持つプリマジスタ。前回のプリマジグランドフェスティバルに優勝し史上初めて全てのコーデカードを収集した。使用ブランドはSHINING DIVA(シャイニングディーバ)。
みゃむのスカウトを受けてからもデビューをためらっていたまつりはテレビのトーク番組でプリマジへの愛を語るジェニファーに心を動かされ、デビューを決意する。しかし、今年のプリマジグランドフェスティバルへの出場を海外活動を理由に辞退したことがきっかけで、ひなはプリマジグランドフェスティバルでジェニファーを倒すことが叶わなくなり自棄を起こしてしまう。
事情は不明だがパートナーが行方不明となっており、現在はオメガ・コーポレーションの管理下にある。第21話ではオメガ・コーポレーションの技術を用いてマナマナ不在のままライブを行った。
ゲーム版では3月10日から3月30日までの期間限定で使用可能。なお、ジェニファーの使用するブランドのコーデは3章期間中常に排出可能。その後第6章より常駐となった。他のキャラクターよりも若干背が高く、頭身が異なることでさらに背が高いことを表現している。
ジェニファー＝アポローン
第40話にて、御芽河祈瑠があうるの制止を振り切って稼働させた新システムの暴走により、太陽のエレメンツ・アポローンと融合させられてしまったジェニファー。凄まじい悲しみからプリマジ自体を憂えており、アポローンの悲しみを焼き尽くす神格によってエレメンツコーデ以外のプリマジカードを全て消滅させてしまう。また、ワッチャを吸収して魔法を使えなくしたり、エレメンツを自身の杖に封印してしまうなどの恐ろしい能力を持つ。浄化するには、エレメンツコーデの力で伝説に語られる「ユーフォリアレビュー」をプリマジを通じて再現するしかないとのこと。
ジェニファー自身はおろか計画の首謀者である阿智彦にとっても望まぬ姿であり、阿智彦は意気消沈していた。
リューメ
声 - 羊宮妃那
アニメオリジナルキャラクター。かつてジェニファーとパートナーを組んでいた魔法使い。みゃむ同様、人間界でも竜を思わせる角が生えた人間の女性の姿を維持できるほどの魔力の持ち主で、動物態は不明。
本編では行方不明になっており、のちに何者かによって封印された状態で登場している。

### TrutH（トゥルース）
アニメオリジナルキャラクター。作中におけるプリマジでは異例のプリマジスタとマナマナによる男性デュオ。第28話で結成された。
伊吹 橙真（いぶき とうま）
声 - 梶原岳人、藤原夏海（幼少期）
まつりの隣家に住む幼馴染みの少年で、同じ中学校に通う。
飴が好物であり、菓子職人の英吉から飴細工を教わっている。理由は「教えは厳しいけれど自分は飴が好きだから作っている」と頑張っている様子。なお、第16話でひゅーいに連れられて魔法界に行った際はピカ飴を見て目を輝かせていた。
ひゅーいの悪戯には迷惑がりながらも付き合っているなど人は悪くない模様。他にも動物や子供からは好かれる体質だと16話の発言から判明。
みゃむが猫に変身する所を何度か目撃しており、彼女が人間ではないことに気付いているものの、まつりがプリマジスタとしてデビューした経緯に絡む事情を察して口外はしていない。
みるきからは『イケメン2』と呼ばれている。
第28話でプリマジスタとしてデビューし、ライブを行った。人間界では焦茶色の短髪であるが、プリマジスタの姿では水色のメッシュが入った朱色の準オールバックの髪に変化する。
ひゅーい
声 - 田丸篤志
プリマジスタのスカウトに悪戦苦闘するみゃむと以前から顔見知りのマナマナで、普段は青いオオカミの姿をしているが、一般の人間の前やライブ時には青い髪の少年姿で現れる。7話以降、知り合った橙真とたびたびつるんでいる。15話で合宿に行った際教師を務めた。15話終盤よりみゃむから正体を明かされた。
第28話で橙真と共にライブを行った。

### 魔法界の人物
フェスリダ
声 - 松本梨香
魔法界に存在する、魔法学校の学園長。まつりのデビュー後に陽比野家を家庭訪問し、家族からプリマジスタとして活動する承諾を取り付けた。後述のマツリダ夫人と外見がよく似ているが、血縁関係などは不明。オメガ・コーポレーションとは協力関係にある。魔法の力を重要視しており、魔法が使えない人間（チュッピ）をやや見下している節も見受けられる。
にゃんじいさん
声 - 古川登志夫
魔法使いで、みゃむの育て親の一人。みゃむがまつりとパートナーを組んでからも鏡を通じて行動を監視しており、みゃむが魔法を乱用した時は「おしおきだべぇ〜!!」の一喝で雷を落とす。

### Prism Stone
マツリダ
声 - 松本梨香
前作までの赤井めが姉ぇに代わってPrism Stoneの店主を務める女性。マツリダ夫人と呼ばれている。フェスリダ学園長と外見がよく似ているが、血縁関係などは不明。
タントちゃん
声 - 伊藤かな恵
プリマジスタのコーデチェンジやメイク等、ステージに出演する準備を手伝う妖精。
前作までのめが姉ぇ（後述）に相当する役割を担っている。

### オメガ・コーポレーション
御芽河 阿智彦（おめが あちひこ）
声 - 緑川光
魔法界のフェスリダ学園長と共にプリマジ実行委員会を構成し、人間界でのプリマジの興行を仕切るオメガ・コーポレーションの社長で、あうる、祈瑠の父親。片レンズを付けている。
プリマジについては「激しい競争でライバルを蹴落として頂点に立った者こそが美しい」と考えているため、まつり達のような皆でプリマジを楽しむ姿勢には否定的で、プリマジから馴れ合いを廃すべく娘のあうるをデビューさせた。
魔法の力を借りず、人間界の力だけでプリマジを運営するという構想を抱いている。また人間界では消耗が激しいはずの人型のままで過ごしているみゃむに注目している。
見かけは紳士的だが、その心の中は傲慢であり、自己の正当性を示すためならば他者を平気で利用し、手段を選ばない。魔法界に対しては表向きに協調的な態度を取るが、内心では魔法界の構造に対して深い憤りを抱いており、フェスリダ学園長や元老院の差別的な態度に強い反感を持っている。彼の過激な行動には、まつりの父 陽比野道人との過去の関係が影響している。かつて親友でありライバルだった二人は、ある出来事をきっかけに関係が悪化した。阿智彦はそれをきっかけに自らの力を証明しようとし、「ワッチャを限界まで注ぎ込み、チュッピを一時的にマナマナ化する」といった危険な人体改造的手段を選んだ。この計画はプリマジという概念そのものを揺るがしかねないものであり、彼の行動には冷徹で狡猾な一面がうかがえる。
しかし、第40話でジェニファーが『ジェニファー＝アポローン』に覚醒し、これを見た阿智彦は、一人で喜び、「素晴らしい。これぞ王道でもない邪道でもない……覇道！」と語っていたが、ジェニファーは容赦なくそんな彼に対して槍を投げつけ、右目を一時的に失明になりかけていたが、その影響でプリマジ全体が混乱に陥り、自分の理想と違っていたため、Ω印の眼帯をつけながら落ち込んで部屋に引きこもりながらもそれまでの言動は完全に鳴りを潜めていたが、第44話の甘瓜みるきのライブを見て同じような状態から一歩前に踏み出ることを決意した祈瑠の説得を受け、あうるのライブを見た事で第45話でついに完全復活した。
さらにこれまで確執があった道人とも和解を果たし、かつてテレビで放った見せ掛けだけの言葉を真実にすべく、息子と娘に支えられかつての親友と共に自分が犯した罪の償いをすべく再び立ち上がったのだった。
御芽河 祈瑠（おめが いのる）
声 - 小林千晃
第13話から登場。阿智彦の息子であうるの兄。第16話ではひゅーいから改めて明かされた。阿智彦が片レンズなのに対し、こちらは普通の眼鏡を付けている。第19話では再度魔法界へと赴き、騒動を起こしたまつりを責めていた。
かつてプリマジスタを目指そうとしていたが、阿智彦に反対され挫折したという過去を持つ。
第40話で阿智彦に従順しなければならないという焦りから新システムを稼働させてしまい、その結果、ジェニファーが『ジェニファー＝アポローン』になってしまい、プリマジ全体を混乱に陥れることになった。第41話で自分の行為に責任を感じつつ、あうるに全てを丸投げして自室に引き籠ってしまうが、第44話であうるや橙真の説得を受けて立ち直った。ユーフォリアレビュー終了後は、会社の運営をあうるに任せて一人旅に出る。
めが姉ぇ（めがねぇ）
声 - 伊藤かな恵
シリーズ全作品に登場するキャラクター。本作ではPrism Stoneの店主ではなくなり、オメガ・コーポレーション所属となっている。たびたびあうるとプリマジスタの動向を追っている。またジェニファーのライブ時は、彼女のパートナーが行方不明のため、代役を務めていた。
第26話で、あうるが開発したロボット（アンドロイド）で、ワッチャをエネルギー源としていることが判明した。また26話以降、感情を持ち合わせるかの描写もたびたび見受けられる。
ゲーム版ではジェニファーのパートナー代理として声のみ登場している。

### エレメンツ
フェニックス
声 - 渡辺明乃
第13話から登場の炎のエレメンツ。
炎の翼を持つ鳥でフェニックスと思わせる。16話では橙真がウンディーネに誘拐されたことをひなを通じてまつり達に知らせていた。
ウンディーネ
声 - 大原さやか
第15話から登場の水のエレメンツ。
変身が得意な水の女神。老婆に化けて合宿所に潜伏していた。続く16話では橙真を自身の居城に誘拐して「マナマナはワッチャを集めるためにチュッピを利用しているに過ぎない」などと語り、駆け付けたひゅーい達と戦った。その後誤解は解け、17話以降、テンガロンハットを被った若い女性の姿で合宿所の教師を勤める。
第23話にてエレメンツとしての真の姿を現し、自らが生み出した異空間で最後の試練を執り行う。最後はまつり達5人の成長を認め、全員にエレメンツコーデを与えた。その後第32話ではあまねを池に突き落とすなどしてあまねの迷いを断ち切る手助けをし、彼女のアクアエレメンツコーデを完全覚醒させた。
ボルト
声 - 森嶋優花
第30話から登場の雷のエレメンツ。赤ん坊の姿をしている。
ルークス&アーテル
声 - 藤原夏海
第38話から登場の光と闇のエレメンツ。
双子の天使。太陽を模した飾りがついた白い服を纏い天使の輪がある方が光のエレメンツのルークス、月を模した飾りがついた黒い服を纏い悪魔の角を生やしている方が闇のエレメンツのアーテル。どちらも下半身が存在せず、脚の部分は光が渦巻いている。また翼が片側しかなく、装束の袖がない方が内側になるように並ぶと両方の翼が揃うようになっている。
れもんとみるきのデュオステージの直後に現れ、れもんにダークネスエレメンツコーデ、みるきにブライトネスエレメンツコーデをそれぞれ授けた。
第44話では仮の姿が登場しており、翼がなくなり下半身もある人間の姿になっていた。ルークスの輪とアーテルの角は髪飾りに変化している。
名前はどちらもラテン語で、ルークスは「光」、アーテルは「黒」を意味する。

### プリマジスタの家族
陽比野 英吉（ひびの えいきち）
声 - 森田順平
まつりの祖父。飴細工職人をしており、仕事には厳格な性格。一方で孫のライブを実娘と見に行ったり、威勢がいい接客態度、突然居候に来たあうるに親身に接するなど、人情に篤い一面もある。
陽比野 いわう（ひびの いわう）
声 - 小清水亜美
まつりの母。ノリが良い性格。夫とは第38話まで連絡も取れなかったが、40話から再び暮らし始める。
陽比野 道人（ひびの みちひと）
声 - 興津和幸
まつりの父。オメガコーポレーションの社章を付けており、第28話のひゅーいの回想では人間界で負傷した幼い彼を助けていた。第40話で帰宅した。旧姓は輝夜道人。
ひなの兄
15話のチムムの発言から判明。それ以前からひなの公式プロフィールにて存在がほのめかされていた。人物像は不明だが34話では来客のまつりを受け入れていた。また同話ではひなの回想のみ彼と思われる青年の姿が映っている。
みるきの両親
声 - 蒔村拓哉（父）
第38話にて登場（それ以前にも、第20話のみるきの回想により声のみ登場している）。八百屋を営んでいる。母親は未登場。

### その他の登場人物
御牛 ひろみ
声 - 三重野帆貴
第1話から登場。まつりと同じ中学校の生徒。
柚鶏 こずえ
声 - 森嶋優花
第1話から登場。まつりと同じ中学校の生徒。
芋洗 扇
声 - 星乃葉月
第3話から登場。ひなの通う中学校の生徒。
ぬるぽん
声 - 田中ちえ美
れもんの後輩でオンラインゲーム仲間3人組の1人。
たわし@自由人（たわしアットマークじゆうじん）
声 - 矢野妃菜喜
れもんのオンラインゲーム仲間3人組の1人。
嘆きのクリムゾン（なげきのクリムゾン）
声 - 前田佳織里
れもんのオンラインゲーム仲間3人組の1人。
花屋敷 翠子（はなやしき みどりこ）
声 - 森なな子
あまねの先輩であまねにプリマジの影響を与えた人物。あまねから「プルミエエトワール」と呼ばれている。海外留学を理由にプリマジを引退した。
宇津嶋 尚造
声 - 金光宣明
第5話から登場のモデルカメラマン。モデルはあだ名を付けて呼ぶ癖がある。第19話では彼と似た盗撮カメラマンも登場。
実況者
声 - 立木文彦
声のみ登場。第29話から正体を現した。
パタロー(正確な表記は不明)
ぱたのの親戚のおじ。第36話では彼と似た容姿のぬいぐるみが写っていて、泣いた子供をあやして笑わせるためにも使われた。

## 用語
プリマジ
作中で人気の歌とダンス、ファッションを構成要素とするエンターテインメント。特にステージの佳境で披露される演出のイリュージョンが「魔法のようだ」と評されるが、その原動力として実際に魔法が使われていることはプリマジスタや魔法使いたちの間でしか知られていない。
ステージにはコーデメイツと呼ばれる妖精たちが多数存在しており、ライブのお礼として観客にコーデメイツを介してお菓子を配るなどの行為が認められている。
ライブ開始時には、「Are You Ready?」の合図でプリマジスタが登場し、観客たちの掛け声に合わせて今回のコーデが紹介され、プリマジスタが4回「ワッチャ」と唱えた後、「3、2、1、ワッチャ!」のコールに続き、全観客が一斉に「プリマジ!」と叫ぶ。この一連のやり取りをコーデアンドレスポンスと呼ぶ。
プリマジスタ
魔法少女を彷彿とさせる「プリマジスタの姿」に変身してプリマジのステージ上でライブを披露するエンターティナーの総称。プリマジスタ自身は人間で、魔法使い1人をパートナーとすることがエントリー資格となっている。
祈瑠曰くプリマジスタは規定によりプリマジ以外の場で不特定多数の人物の前で歌うことは禁じられており、違反した場合はプリマジスタの資格を剥奪される。第28話にて、男性でもなれることが判明した。
マナマナ
人間界とは別に存在する魔法界の住人で、魔法界の言葉で「魔法使い」を意味する。これに対して、人間のことは「チュッピ」と呼ぶ。
古くから人間界に出入りしてプリマジスタの素質がある人間をスカウトしている。魔法学校ではマナマナが人間界で行動する時は目立たないよう動物に近いマスコット形態を取るように指導しているが、みゃむは人間に近い形態の方を気に入っているため他のマスコットと逆に普段から人間態で通している。
また、第2話ではフェスリダ学園長により「マナマナはプリマジスタや実行委員会関係者以外のチュッピに正体を明かしてはならない」ことが示唆されているが、違反した場合にどのようなペナルティが発生するのかは公にされていない。
ゲーム版ではプレイ中のキャラクターと対応するマナマナがリズムゲーム中特定のタイミングで登場する（マイキャラの場合はみゃむ）。ただしジェニファーについてはアニメ版と同様にマナマナは不在であり、めが姉ぇが声のみで代役を務めている。
「ワッチャプリマジ!スタジオ」では、プリマジスタランク7以上のアカウントはマイキャラでプレイした時に登場するマナマナを6人の中から選べるようになった。また、順次マナマナもプレイヤーキャラクターとなっており、契約しているプリマジスタがマナマナの代わりとして登場する。なお、マナマナとパートナーのプリマジスタが同時にステージに上がっている場合、ジェニファーと同様にドローンが登場する（声はプレイヤーのキャラクターのパートナーのもの）。
プリマジカード
プリマジスタがステージへ上がる時に使用するカードで、個人情報を管理するための「プロフカード」と衣装のパーツが記録されている「コーデカード」の2種類がある。これを使うことで服装に加え、容姿そのものも変えることが可能で、まつり等外見が成長するキャラクターもいる。
本作のコーデチェンジはプリマジスタをメイクで変身させる前半とコーデカードで衣装を纏う後半に分かれており、ゲーム版では前半はカットされている。
コーデカードの背景の色および魔法陣の模様のモチーフはブランドによって異なっている。
- LOVELY MELODY（ピンク）：ハート
- VIVID STAR（黄色）：星
- Radiant Abyss（青紫）：ステンドグラス
- Eternal Revue（赤と赤紫）：バラの花
- Cherry Sugar（青）：子熊、リボン
- SHINING DIVA（橙）：太陽
- ELECTRO REMIX（黄緑）：基盤模様
- Princess Magic（薄い青）：ティアラ、結晶
- エレメンツコーデ：各エレメンツの紋章

コーデブック
プリマジスタのデビュー後に交付されるカード管理用のファイル。他のプリマジスタがコーデを入手した場合も全員のコーデブックに氏名が記録される。全てのコードカードを収集してグランドフェスタで優勝すると願いを一つ叶えられると言われており、前回優勝者のジェニファーが史上初めてこの条件を達成した。
また、コーデブックにプロフカードをセットするとどの場所からでもゲートが開き、Prism Stone店内へ自由に行き来が可能になる。
イリュージョン
『プリパラ』の「メイキングドラマ」や『キラッとプリ☆チャン』の「やってみた」に相当する、プリマジのステージが佳境に入った時の特殊演出。魔法を原動力とする。
アニメ12話では、凄まじいワッチャの力によりまつりの背中から光の翼が生えるという謎の現象が発生している。しかし、翼はまつりの心の迷いによってすぐに消えてしまい、これにはみゃむも呆然としていた。続く第13話にて、まつりとみゃむの絆によって完全な翼が覚醒し新たなイリュージョンとして習得した。
ゲーム版では、トップス（ワンピ）のブランドごとに発動するイリュージョンが決まっている（複数ある場合、ランダムで発動する）。なお、フレンドカードを使用する曲や、第6章以降でエレメンツコーデを使用している場合はそれぞれの固定演出になる（曲固定イリュージョンが最優先となる）。
エレメンツコーデ
エレメンツとよばれる、魔法界に存在する幻獣や精霊、神などの魂を宿したコーデ。自ら使い手を選ぶ性質を持っている。前作『キラッとプリ☆チャン』のキラッとコーデやジュエルコーデなどに相当。それぞれのエレメンツは紋章を持ち、エレメンツコーデのコーデカードの背景にも紋章が描かれている。
フレア（火）、アクア（水）、フラッシュ（雷）、ブライトネス（光）、ダークネス（闇）、サンシャイン（太陽）の6着のコーデが存在する。
ゲーム版では第2章から登場し、それぞれのコーデに合わせた特別な演出を持っている。第6章ではエレメンツコーデ共通のプリマジイリュージョンが追加された。
第49話にて、みゃむがまつりとの絆ですべての力を解放し愛の精霊・ラブエレメンツとして覚醒したことで、第7のエレメンツコーデ・ラブエレメンツコーデが誕生した。
ヘブンズコーデ
第41話終盤にてその存在が言及された、金色や虹色をふんだんに使った特別なカラーリングのエレメンツコーデ。続く第42話より実際に登場し、サンシャインエレメンツを除く5種類が登場した。これらの5着とエレメンツコーデを持たないまつりが使用する仲間たちの切り札を基にした手作りのコーデにより、第48話にてジェニファー＝アポローンを浄化するための「ユーフォリアレビュー」が決行された。
ゲーム版では第6章にて順次期間限定で登場。また第4章から、ハートフェザーやステンドグラスなど、過去に登場したアニメにおける一部のキャラクターの切り札にあたるコーデが同様のカラーリングとなる形で登場している（シークレット扱い）。
クリスタルコーデ
スタジオ第3章・第4章に登場した、水色の結晶に包まれたようなエレメンツコーデ。
背景ストーリーでも語られている通り眠っていた頃のひめめを意識したデザインとなっており、ボーナス点も通常のエレメンツコーデより高い（HRと同等）。ただし、エレメンツコーデとしては扱わない。専用レアリティ「OPR」を持つ。
ひめめの目覚めと共にクリスタルコーデは登場しなくなり、代わって後述のプリンセスひめめコーデが登場するようになった。
クリスタルガーデン→プリンセスガーデン
スタジオ第3章以降の背景ストーリーに登場するひめめの居城。
本来は周囲に花が咲き乱れる美しい城だったが、当初は眠っているひめめと同じクリスタルに覆われてしまっていた。スタジオ第3章・第4章の背景ストーリーでは、このクリスタルに覆われていた頃のプリンセスガーデンを「クリスタルガーデン」と呼称している。
その後、スタジオ第4章での全国協力イベントによって集まったワッチャの力によってひめめが目覚めるとともに、プリンセスガーデンも元の姿を取り戻した。
プリンセスコーデ
「ワッチャプリマジ!スタジオ」に登場するコーデ。
他のブランドをモチーフにしたプリンセスマジックのコーデ。デザインにはモチーフとなったブランドの特徴が色濃く受け継がれている。プリンセスマジック専用の当たり演出がある以外特別な扱いはされておらず、レアリティは通常のURで登場する。
プリンセスひめめコーデ
スタジオ第5章より追加された特別なコーデ。
スタジオ第4章の全国協力イベントにてひめめに送られた「おしゃれにときめく気持ち」によって、ひめめのドレスとお揃いの純白の色遣いになったプリンセスマジックのコーデ。クリスタルコーデに代わってレアリティOPRを持つ。
ワッチャ!
人間の心のきらめきから生じる魔法の源で、イリュージョンの原動力。プリマジスタのステージを採点する時の単位として数値化される。

## アミューズメントゲーム
2021年10月1日に稼働開始。1ゲームの料金が過去3作の100円から200円に値上げされている。
ゲームのコンセプトは「光とタッチで “魔法体験”」。筐体は前作『キラッとプリ☆チャン』のものから一新されており、初めてタッチパネルが採用された。また、筐体から排出される「プリマジカード」は2世代前の『プリパラ』以降と同じようにオンデマンド印刷で作成されるが、従来の切り離し可能なチケット形式の紙ではなく半透明のクリア素材が新たに採用された。ディスプレイの下部分にカードリーダーが5連でセットされており、リズムゲーム中は半透明のカード越しにタッチ操作を行う。
カードのセット順は左からトップス・ボトムス・プロフカード・シューズ・アクセ（ヘアアクセから名称変更）。ワンピ（ワンピースから名称変更）を使う場合はトップスかボトムスのどちらかの位置にワンピをセットし、もう片方には何もセットしない。コーデパーツのブランドが揃っていると2つで200点、3つ以上で300点が加算される。
リズムゲームのルールもこれまでとは大きく変更されており、通常は音符として登場するコーデメイツが枠と重なった時に、水色の枠なら水色のボタン（左）、ピンクの枠なら赤いボタン（右）を押して演奏する。なお、音符の色は関係ない。音符同士が赤線で結ばれている場合はこれまで通り長押しする。大きな音符は高得点が獲得可能。中盤で登場する自由に動く音符は通り過ぎるまでにタッチする。また、イリュージョン後は「クライマックス」として配点が若干高くなる。なお、本作ではミスをせずに演奏し続けると得点が上昇するコンボボーナスは廃止されている。
前作までの「神チャレンジライブ」や「キラッとチャンス」のような曲終了後のボーナスステージは、本作では登場しない。
従来の作品ではリズムゲームの終了後にコーデアイテムがランダムで排出されていたが、本作ではリズムゲームの途中でも入手のチャンスがあり、100円を追加で支払うかスキップするかを選択することになる。また、排出したアイテムがWEBマイキャラルームで管理されるようになった関係で、排出したことがあるアイテムか否かが提示時に表示され、重複した場合はそのアイテムでもらえる加算点が増加するシステムが採用された。コーデのレアリティは下からR→SR→URの3段階と、その上にイベント限定コーデのPMR、シークレットのHR、スタジオ第3章からHRに代わって追加されたOPRがある。さらに、各コーデには今まで通りの色に加え、新たにライブ、カジュアル、スタイリッシュの3つの「ジャンル」と多数の「テイスト」がパーツごとに1つずつ設定されるようになった。これまでのチャームやタイプといった属性とは違いテイストやジャンルはブランドと紐づけられておらず、同じブランドの違うコーデや、同じコーデの別の部位でも異なるテイストやジャンルが与えられることもある。
ゲームサーバーとの通信にauの回線を使用している。

### マイキャラ
『プリパラ』以降のシリーズと同様にプレイヤーキャラクターのエディット機能があり、各種のパーツを組み合わせて「マイキャラ」を作成する。用意されているボイスパターンは以下の通りで、他のシリーズ作品に出演した声優4名が起用されている。
- まっすぐタイプ - 声：飯田里穂[注 33][注 34]
- いきいきタイプ - 声：黒沢ともよ[注 35]
- ふんわりタイプ - 声：山下七海[注 36]
- クールタイプ - 声：佐倉綾音[注 37]

マイキャラ作成のタイミングは前作同様ゲーム開始時。また、前作の会員証に相当する「プロフカード」は初めは名前しか書かれていないが、更新することによってマイキャラが印刷されたものにでき、タッチパネルでサインを書き込むことも可能。
本作でのマイキャラのランクは「プリマジスタランク」で、『プリパラ』と同様コーデの組み合わせとリズムゲームによって獲得した点数「ワッチャ」がそのまま経験値として蓄積する仕様で、ランク5ごとに画面下側に表示される星が増えていく。また、シリーズでは初めてアチーブメントが設けられ、獲得したアチーブメントを2つまで「キャッチコピー（称号）」として設定可能。

### 『キラッとプリ☆チャン』からの引き継ぎ
本作では『キラッとプリ☆チャン』までの作品との互換性がなくなった。その代わりとして、『プリマジ』稼働開始前の7月1日から『プリチャン』にプレイごとの累積でフォロチケに記録される「プリ☆チャンスター」の点数に応じて『プリマジ』筐体で特典が得られるキャンペーンが実施されている。

### 『ワッチャプリマジ!スタジオ』の変更点
- プリマジスタランク7以上のアカウントは、リズムゲーム中に登場するマナマナをみゃむ・チムム・きゃろん・ぱたの・タテジマ・はにたんの6人の中から選べるようになった。なお、ランク7未満の場合は今まで通り「みゃむ」が登場する。
- 初心者向けの「かんたんモード」が追加された。
- ライブ前に新ミニゲーム「こんしゅうのみんなでどっちでSHOW！」が追加。全国のプレイヤーの投票により、次週の期間限定コーデのテーマが決定される。投票期間は毎週日曜日から金曜日。開票と期間限定コーデの発売は土曜日に行われる。
- 「プリマジフレンドパーク」が「あつまれ!ベストフレンド」に名称変更され、タイミングもライブ前に移動した。
- 背景ストーリーと連動した全国協力イベントが登場するようになった。全国のプレイヤーがイベント開始から対象の章が終了するまでに獲得したスコアが合計30億点[注 38]に到達するとご褒美がある[注 39]。また途中には中間報酬も存在する。
- 「プレミアムプラン」が導入された。500円を追加で投入することで30日間以下の特典を得られる。
  - 経験値として蓄積するワッチャが非加入時の倍になる。全国協力イベントで進捗に反映されるワッチャも同様。ただし、他のワッチャ倍増系のイベントと重なる場合、高い倍率のものが優先される（例えば、プレミアムプランに加入してワッチャ5倍のイベントが発生した場合でも、10倍にはならない）。
  - プレミアムプラン加入者限定のマイキャラパーツが使用可能となる。
  - マイキャラの身長が「ちいさい（みるき・あうる・みゃむ等と同じ）」「まんなか（まつり・れもん・チムム等と同じ）」「おおきい（あまね・ひなと同じ）」から選べるようになる。デフォルトおよび非加入者は「まんなか」。なお、プレミアムプランの期限が切れた後に再加入しなかった場合、加入者限定のマイキャラパーツは強制的に外れ、身長は「まんなか」に戻る。
  - 一部の曲で専用難易度「むずかしい」がプレイ可能となる。音符の数が増えるほか、赤青同時押しなどの高度なプレイが要求されるような譜面になったり、レーンや判定枠が増えたりするなど難易度が大幅に上昇する。むずかしいに対応した曲は順次追加されていく。
  - プレミアムプラン加入者限定の復刻イベントや限定コーデイベントがプレイできる。
  - マイキャラルームにて特別なコーデのプレゼントコードがもらえる。

#### ワッチャプリマジ！スタジオオリジナルキャラクター
ひめめ
声 - 芹澤優
コーデメイツプリンセス。伝説のプリンセスブランド「プリンセスマジック」を生み出している存在。結晶化したお姫様のような姿をしている。
クリスタルガーデンと呼ばれる城で千年の眠りについており、魔法界はひめめが目を覚ますかもしれないという噂で持ちきりとなっている。その彼女の目覚めを祝うために、ワッチャプリマジ!スタジオが設立された。ひめめの復活の鍵は、みんなで歌って踊ってオシャレした時に生まれる「キラキラでワチャワチャした気持ち」と考えられている。
演奏終了後の排出にプリンセスマジックのアイテムが選ばれた場合の特別な演出に登場する。
2023年3月23日より開催された全国協力イベントでは、同日からスタジオ第4章終了までの期間中に獲得したリズムゲームの得点が全国累計で30億点に達すると「目覚め」となり、以降はプレイヤーキャラクターとしても登場するようになる。同年4月5日に30億点が達成され、同時に真の姿が公表された。また解放後はひめめが登場するすべての演出がリニューアルされ、真の姿で登場するようになった。
真の姿は、金と薄紫の髪をツインテールにした少女の姿で、体の結晶化もなくなり、純白のドレスを纏っている。瞳の色は濃いマゼンタ色で、身長はまつりと同じ。リズムゲームではコーデメイツ3体をマナマナの代わりとして従える。

### リリース
| シーズン               | シーズン                                         | 稼動開始日      | アイテム                                 |
| ---------------------- | ------------------------------------------------ | --------------- | ---------------------------------------- |
| 第1章                  | まつりデビュー!                                  | 2021年 10月01日 | 全151種（UR＝14、SR＝44、R＝93）         |
| 第2章                  | ドキドキれもん!                                  | 12月02日        | 全156種（PMR＝3、UR＝15、SR＝56、R＝82） |
| 第3章                  | 華麗なるあまね様!                                | 2022年 02月03日 | 全148種（PMR＝3、UR＝12、SR＝62、R＝71） |
| 第4章                  | 天才あうる&みるきの出番だお♪                     | 03月31日        |                                          |
| 第5章                  | ハートをかさねてデュオプリマジ!                  | 06月02日        |                                          |
| 第6章                  | 女王ジェニファー!プリマジグランドフェスティバル! | 08月04日        |                                          |
| プリマジスタジオ第1章  | あつまれプリマジスタジオ!                        | 11月02日        |                                          |
| プリマジスタジオ第2章  | おどる!うたう!チムム!                            | 12月15日        |                                          |
| プリマジスタジオ第3章  | あま〜いプリマジ!はにたんデビューはに～!         | 2023年 01月26日 |                                          |
| プリマジスタジオ第4章  | きゃろっとおまたせ!きゃろんさんじょう!           | 03月09日        |                                          |
| プリマジスタジオ第5章  | プリンセスのめざめ!ひめめとプリマジ!             | 04月20日        |                                          |
| プリマジスタジオ第6章  | かいまく!ぱたのとあまねのプリマジミュージカル!   | 06月08日        |                                          |
| プリマジスタジオ第7章  | ひめめといっしょ!きらめくゆうじょうメロディー!   | 07月20日        |                                          |
| プリマジスタジオ第8章  | めざめてひめめ!きせきのおしゃれプリンセス        | 08月31日        |                                          |
| プリマジスタジオ第9章  | プリティーオールスター第1章                      | 10月19日        |                                          |
| プリマジスタジオ第10章 | プリティーオールスター第2章                      | 12月21日        |                                          |

### 使用楽曲
曲名に漢字またはアルファベットが含まれている場合、ゲーム内ではその部分に振り仮名が振られている。
| 曲名                                                     | 作詞             | 作曲                        | 編曲                        | 歌 | 登場時期       | 登場時期        | 備考                                                |
| -------------------------------------------------------- | ---------------- | --------------------------- | --------------------------- | --- | -------------- | --------------- | --------------------------------------------------- |
| 私のミラクルステージ                                     | 馬瀬みさき       | 馬瀬みさき                  | 馬瀬みさき                  | まつり（廣瀬千夏）、みゃむ（小池理子）                                                                          | 第1章          | 2021年 10月01日 | [ 注 40 ]                                           |
| 本気の夢ストーリー                                       |                  |                             |                             | マイキャラガールズ （飯田里穂、黒沢ともよ、山下七海、佐倉綾音）                                                 | 第1章          | 2021年 10月01日 | [ 注 42 ]                                           |
| マジ・ワッチャパレード                                   | 児玉雨子         | michitomo                   | きなみうみ michitomo        | まつり（廣瀬千夏）                                                                                              | 第1章          | 2021年 10月01日 |                                                     |
| Starlight!                                               | TeddyLoid        | TeddyLoid                   | TeddyLoid                   | ひな（内田彩）                                                                                                  | 第1章          | 11月04日        |                                                     |
| Dreaming Sound                                           | 武田将弥 Cocoro. | 武田将弥                    | 佐藤厚仁                    | 鈴木杏奈 | 第2章          | 12月02日        |                                                     |
| こんな世界に告ぐ                                         | 真崎エリカ       | 原田篤（Arte Refact）       | 原田篤（Arte Refact）       | れもん（鈴木杏奈）                                                                                              | 第2章          | 2022年 01月06日 |                                                     |
| The Secret Garden                                        | 天真みちる       | 中村博                      | 中村博                      | あまね（庄司宇芽香）                                                                                            | 第3章          | 2月03日         |                                                     |
| VIVIマジct（カラット）☆STAR                              | 三重野瞳         | 森いづみ                    | 森いづみ                    | マイキャラガールズ                                                                                              | 第3章          | 3月03日         |                                                     |
| Believe                                                  | Carlos.K         | Carlos.K                    | 田中マッシュ                | ジェニファー（青野紗穂）                                                                                        | 第3章          | 3月10日         | 期間限定（ - 3月30日） 第6章（8月04日）から常時実装 |
| イワナイ                                                 | YJM              | Rockwell                    | Rockwell                    | みるき（相良茉優）                                                                                              | 第4章          | 3月31日         |                                                     |
| 滲む、馨る、                                             | YJM              | SUIMMIN                     | SUIMMIN、Rockwell、松岡惠介 | あうる（藤寺美徳）                                                                                              | 第4章          | 4月28日         |                                                     |
| 奇跡の降る                                               | YJM              | SUIMMIN、Rockwell、松岡惠介 | SUIMMIN、Rockwell、松岡惠介 | まつり（廣瀬千夏）、あうる（藤寺美徳）                                                                          | 第5章          | 6月02日         |                                                     |
| マジでマジマジプリマジDuo Party♬                         |                  |                             |                             | マイキャラガールズ                                                                                              | 第5章          | 6月02日         |                                                     |
| 天頂のコンフィアンサ                                     | 工藤寛顕         | TO-me                       | TO-me                       | ひな（内田彩）、あまね（庄司宇芽香）                                                                            | 第5章          | 7月07日         |                                                     |
| Sweetness×Darkness                                       | 工藤寛顕         | 酒井祐輝                    | 酒井祐輝                    | れもん（鈴木杏奈）、みるき（相良茉優）                                                                          | 第5章          | 7月07日         |                                                     |
| ワッチャ!プリーズ!マジック!-What's your "Please" Magic?- | 松井洋平         | 大熊淳生（Arte Refact）     | 大熊淳生（Arte Refact）     | まつり（廣瀬千夏） ひな（内田彩） みるき（相良茉優） れもん（鈴木杏奈） あまね（庄司宇芽香）                    | 第6章          | 8月04日         |                                                     |
| ワッチャ!プリーズ!マジック!-What's your "Please" Magic?- | 松井洋平         | 大熊淳生（Arte Refact）     | 大熊淳生（Arte Refact）     | まつり（廣瀬千夏） ひな（内田彩） みるき（相良茉優） れもん（鈴木杏奈） あまね（庄司宇芽香） あうる（藤寺美徳） | 第6章          | 9月29日         | ゲームでは「6人ver.」として記載。                   |
| Lux arterna                                              | 松崎啓介         | 松崎啓介                    | さみゅ式                    | ジェニファー（青野紗穂）                                                                                        | 第6章          | 9月01日         |                                                     |
| 本気アピショータイム                                     | 児玉雨子         | michitomo                   | 新山俊也                    | マイキャラガールズ、みゃむ（小池理子）、チムム（引坂理恵）                                                      | スタジオ第1章  | 11月02日        |                                                     |
| おしゃれプリンセス♡マジックスター                        | 森いづみ         | 森いづみ                    | 森いづみ                    | マイキャラガールズ、まつり（廣瀬千夏）、みゃむ（小池理子）                                                      | スタジオ第1章  | 11月02日        |                                                     |
| どっちなどっちもどっちでミラクルNo.1                     |                  |                             |                             | みゃむ（小池理子）、チムム（引坂理恵）                                                                          | スタジオ第1章  | 12月15日        |                                                     |
| バズパズルピピピース                                     | 児玉雨子         | michitomo                   | 田中希、新山俊也            | みるき（相良茉優）、はにたん（小倉唯）                                                                          | スタジオ第3章  | 2023年 01月26日 |                                                     |
| チェンジアップ・トリガー                                 | 有馬えみり       | michitomo                   | 佐々木侑太                  | きゃろん（吉河順央）                                                                                            | スタジオ第4章  | 03月09日        |                                                     |
| VIVIマジct（カラット）☆STAR                              | 三重野瞳         | 森いづみ                    | 森いづみ                    | ひな（内田彩）、チムム（引坂理恵）                                                                              | スタジオ第4章  | 03月09日        | ゲームでは「ひな&チムムver.」と表記。               |
| MEMORIES FOR FUTURE                                      | 真崎エリカ       | 本多友紀                    | 本多友紀                    | みらい（林鼓子）、だいあ（佐々木李子）                                                                          | スタジオ第4章  | 03月30日        | [ 注 44 ]                                           |
| クリスタル・イリュージョン                               | 森いづみ         | 森いづみ                    | 森いづみ                    | ひめめ（芹澤優）                                                                                                | スタジオ第5章  | 04月20日        |                                                     |
| ぱたのとあまねのプリマジミュージカル!                    | 森いづみ         | 森いづみ                    | 森いづみ                    | ぱたの（小原好美）、あまね（庄司宇芽香）                                                                        | スタジオ第6章  | 06月08日        |                                                     |
| タテジマNow Playing                                      | もにしなの       | michitomo                   | Yuta.Uematsu                | タテジマ（伊藤かな恵）、あうる（藤寺美徳）                                                                      | スタジオ第6章  | 06月08日        |                                                     |
| ようこそ！プリマジミュージック・アワー                   | もにしなの       | michitomo                   | 新山俊也                    | れもん（鈴木杏奈）、みるき（相良茉優）、あうる（藤寺美徳）                                                      | スタジオ第7章  | 07月20日        |                                                     |
| gift                                                     | 三重野瞳         | 斉藤恒芳                    |                             | りんね（佐倉綾音）                                                                                              | スタジオ第7章  | 08月03日        | [ 注 45 ]                                           |
| Dear My Miracle Princess                                 |                  |                             |                             | ひめめ（芹澤優）、マイキャラガールズ                                                                            | スタジオ第8章  | 08月31日        |                                                     |
| morning                                                  | 三重野瞳         | 菅原幸枝                    |                             | ファルル（赤﨑千夏）                                                                                            | スタジオ第9章  | 10月19日        | [ 注 46 ]                                           |
| オトメパズル～恋するEVERYDAY～2023                       | 菅原幸枝         | 菅原幸枝                    |                             | 明坂聡美 | スタジオ第9章  | 11月16日        | [ 注 47 ]                                           |
| キラキラプリ☆チャンワールド                              | 坂井竜二         | サイトウヨシヒロ            |                             | みらい（林鼓子）、えも（久保田未夢）                                                                            | スタジオ第10章 | 12月21日        | [ 注 48 ]                                           |
| Magic of the people                                      | もにしなの       | michitomo                   | 田中希                      | まつり（廣瀬千夏） ひな（内田彩） みるき（相良茉優） れもん（鈴木杏奈） あまね（庄司宇芽香） あうる（藤寺美徳） | スタジオ第10章 | 12月21日        |                                                     |
| Magic of the people                                      | もにしなの       | michitomo                   | 田中希                      | まつり（廣瀬千夏）                                                                                              | スタジオ第10章 | 2024年02月01日  | ゲームでは「1人ver.」と表記。                       |

## テレビアニメ
2021年10月3日から2022年10月9日までテレビ東京系列にて放送された。前作『キラッとプリ☆チャン』の第3シーズンが新型コロナウイルスの影響で2か月間に渡り本放送を延期したことにより、改編期の3月でなく5月終了と変則的な編成となったため、過去シリーズの傑作選『プリティーオールフレンズセレクション』を挟んで秋からの放送開始となった。プリティーシリーズのテレビアニメにおいて、放送開始が4月ではないのは2014年7月開始の『プリパラ』以来となった。また、改編期には後述の特別番組が挿入された。
スタッフ面では女児向けのアニメ作品で実績のある佐藤順一が総監督としてシリーズ初参加となり、監督にはシリーズ第1作の『オーロラドリーム』以降の全作品に関わって来た小林浩輔が起用された。佐藤と小林の起用について、プロデューサーを務めるタカラトミーアーツの大庭晋一郎は「『プリティーシリーズ』のこれからの10年の基盤を作っていただきたく佐藤総監督にお願いしました。小林監督にこれまでの『プリティーシリーズ』を継承していただき、佐藤総監督に磨きを掛けていただきたい」と述べている。
過去シリーズに引き続き、通常シーンは2Dデジタルアニメ、ライブシーンは3DCGによるトゥーンレンダリング描写である。アイキャッチは第6話から導入されている。
本作品の終了をもって『オーロラドリーム』からセレクション放送を含めて11年半連続で放送されたプリティーシリーズのテレビアニメが一旦終了。同時にタツノコプロ制作によるテレビアニメシリーズの最終作でもあり、その後アニメーション制作をOLM、過去作から続投のDONGWOO A&Eの共同に変更した次回作『ひみつのアイプリ』が発表されるまで、同アニメシリーズはおよそ1年半の休止期間に入ることとなる。なお、テレビアニメの休止に際して、タカラトミーアーツのスタッフは「『ワッチャプリマジ！』のテレビアニメは一時終了しますが、ゲームは新プロジェクト『ワッチャプリマジスタジオ』を展開していく予定です。11年半のマラソンも一旦小休止、次のスタートを見越して備えていきたい」とコメントしている。

### スタッフ
- 原作 - タカラトミーアーツ[10]、シンソフィア[10]
- 総監督 - 佐藤順一[10]
- 監督 - 小林浩輔[10]
- チーフディレクター - Park Chi Man[10]
- シリーズ構成 - 坪田文[10]
- キャラクター原案 - 梨本裕美[10]
- キャラクターデザイン - 戸田さやか[10]、Cha Sang Hoon
- サブデザイン - 那花優統
- プロップデザイン - 岡戸智凱、Kim Young Beom
- 美術設定 - 比留間崇、高橋麻穂、Lee Hoi Young
- 美術ボード - 猿谷勝己、王抱沖、Kim Eun Kyung
- 色彩設定 - 河合真理子
- 色彩設計 - Lee Yu Jin
- 撮影監督 - Huh Tae Hee
- CGディレクター - 乙部善弘[10]
- 編集 - 三嶋章紀
- 音楽 - 水谷広実[10]
- 音楽演出 - 佐藤恭野
- 音響監督 - 長崎行男[10]
- 音楽制作 - avex pictures
- プロデューサー - 高林庸介（第1話 - 第24話）→福田浩平（第25話 - ）、中村剛之、石黒達也、Lee Se Eun
- アニメーションプロデューサー - 古久保悠（第1話 - 第24話）→金子未来（第25話 - ）、Kang Seok Woo
- アニメーション共同制作 - タツノコプロ[10]、DONGWOO A&E[10]
- 製作 - テレビ東京、プリマジ製作委員会（エイベックス・ピクチャーズ、小学館、タカラトミーアーツ、タツノコプロ、テレビ東京、DONGWOO A&E、日本アドシステムズ[32]）

### 主題歌
オープニングテーマでは冒頭部分でまつりとみゃむによるオープニングナレーションが挿入されていた。
「Dreaming Sound」
鈴木杏奈による1期オープニングテーマ。作詞は武田将弥とCocoro.、作曲は武田将弥、編曲は佐藤厚仁、制作はドリームモンスター。
「Chasing the dream」
鈴木杏奈による2期オープニングテーマ。作詞はi☆Risの山北早紀とドリームモンスターのアッシュ井上、作曲・編曲はドリームモンスターのアッシュ井上。
「Magic×Color」
鈴木杏奈による3期オープニングテーマ。作詞・作曲はドリームモンスターの金山秀士、編曲はドリームモンスターのAira。
「Magical Future」
陽比野まつり（廣瀬千夏）とみゃむ（小池理子）による1期エンディングテーマ。作詞・作曲・編曲はTeddyLoid。
「チェックワンツー」
みゃむ（小池理子）とチムム（引坂理絵）ときゃろん（吉河順央）による2期エンディングテーマ。作詞・作曲はうみくん、編曲はToshihiro。
第51話では未使用。

### 挿入歌
| 曲名                                                         | 作詞                  | 作曲                        | 編曲                        | 歌 | 使用話数                                          | 補足                   |
| ------------------------------------------------------------ | --------------------- | --------------------------- | --------------------------- | --- | ------------------------------------------------- | ---------------------- |
| 「マジ・ワッチャパレード」                                   | 児玉雨子              | michitomo                   | きなみうみ&michitomo        | 陽比野まつり（廣瀬千夏） みゃむ（小池理子）                                                                                               | 1、2、4、7、9、10、12、13、16、19、22、27、41、51 |                        |
| 「マジ・ワッチャパレード」                                   | 児玉雨子              | michitomo                   | きなみうみ&michitomo        | みゃむ（小池理子） | 50                                                |                        |
| 「Believe」                                                  | Carlos K.             | Carlos K.&田中マッシュ      | 田中マッシュ                | ジェニファー・純恋・ソル（青野紗穂） | 1、10、13、21、22、33                             |                        |
| 「Believe」                                                  | Carlos K.             | Carlos K.&田中マッシュ      | 田中マッシュ                | ジェニファー・純恋・ソル（青野紗穂） リューメ（羊宮妃那）                                                                                 | 51                                                |                        |
| 「Starlight!」                                               | TeddyLoid             | TeddyLoid                   | TeddyLoid                   | 弥生ひな（内田彩） チムム（引坂理絵） | 3、6、8、10、11、17、22、34、43、47、48           |                        |
| 「イワナイ」                                                 | YJM                   | Rockwell                    | Rockwell                    | 甘瓜みるき（相良茉優） はにたん（小倉唯）                                                                                                 | 5、10、20、22、29、37、44、47、48                 |                        |
| 「StarLight☆HeartBeat」                                      | 菅原幸枝              | 菅原幸枝                    | 菅原幸枝                    | 明坂聡美 | 9                                                 | モブの楽曲として使用。 |
| 「こんな世界に告ぐ」                                         | 真崎エリカ            | 原田篤（Arte Refact）       | 原田篤（Arte Refact）       | 心愛れもん（鈴木杏奈） きゃろん（吉河順央)                                                                                                | 9、10、15、22、36、42、47、48                     |                        |
| 「The Secret Garden」                                        | 天真みちる            | 中村博                      | 中村博                      | 皇あまね（庄司宇芽香） ぱたの（小原好美)                                                                                                  | 14、18、22、32、46、47、48                        |                        |
| 「wonder jewel」                                             | 中村博                | 中村博                      | 中村博                      | ジェニファー・純恋・ソル（青野紗穂） | 21、33、40                                        |                        |
| 「ワッチャ!プリーズ!マジック!-What's your "Please" Magic?-」 | 松井洋平              | 大熊淳生（Arte Refact）     | 大熊淳生（Arte Refact）     | 陽比野まつり（廣瀬千夏） 弥生ひな（内田彩） 甘瓜みるき（相良茉優） 心愛れもん（鈴木杏奈） 皇あまね（庄司宇芽香）                          | 23、24                                            |                        |
| 「ワッチャ!プリーズ!マジック!-What's your "Please" Magic?-」 | 松井洋平              | 大熊淳生（Arte Refact）     | 大熊淳生（Arte Refact）     | 陽比野まつり（廣瀬千夏） 弥生ひな（内田彩） 甘瓜みるき（相良茉優） 心愛れもん（鈴木杏奈） 皇あまね（庄司宇芽香） 御芽河あうる（藤寺美徳） | 49                                                |                        |
| 「滲む、馨る、」                                             | YJM                   | SUIMMIN                     | SUIMMIN、Rockwell、松岡惠介 | 御芽河あうる（藤寺美徳） | 25、26、30、39、45、47、48                        |                        |
| 「Don't be Afraid」                                          | Natsume               | DJ first                    | DJ first                    | 伊吹橙真（梶原岳人） ひゅーい（田丸篤志）                                                                                                 | 28、39、48                                        |                        |
| 「奇跡の降る」                                               | YJM                   | SUIMMIN、Rockwell、松岡惠介 | SUIMMIN、Rockwell、松岡惠介 | 陽比野まつり（廣瀬千夏） 御芽河あうる（藤寺美徳）                                                                                         | 31、39、48                                        |                        |
| 「天頂のコンフィアンサ」                                     | 工藤寛顕              | TO-me                       | TO-me                       | 弥生ひな（内田彩） 皇あまね（庄司宇芽香）                                                                                                 | 35、39、48                                        |                        |
| 「Sweetness×Darkness」                                       | 工藤寛顕              | 酒井祐輝                    | 酒井祐輝                    | 甘瓜みるき（相良茉優） 心愛れもん（鈴木杏奈）                                                                                             | 38、39、44、48                                    |                        |
| 「Lux Aeterna」                                              | 松崎啓介              | 松崎啓介                    | さみゅ式                    | ジェニファー・純恋・ソル（青野紗穂） | 40、49                                            |                        |
| 「Dreaming Sound」                                           | 武田将弥 Cocoro.      | 武田将弥                    | 佐藤厚仁                    | フェスリダ（松本梨香） マツリダ（松本梨香）                                                                                               | 48                                                |                        |
| 「Chasing the dream」                                        | 山北早紀 アッシュ井上 | アッシュ井上                | アッシュ井上                | 鈴木杏奈 | 48                                                |                        |

### 各話リスト
| 話数   | サブタイトル                                        | 脚本              | 絵コンテ                   | ストーリーボード              | 演出              | アニメーション 演出 | ライブ演出 | 作画監修                                                                  | 初放送日       |
| ------ | --------------------------------------------------- | ----------------- | -------------------------- | ----------------------------- | ----------------- | ------------------- | ---------- | ------------------------------------------------------------------------- | -------------- |
| 第1話  | いっしょにプリマジしよ！                            | 坪田文            | 小林浩輔                   | Nam Sung Min An Jai Ho        | 小林浩輔          | Nam Sung Min        | 小林浩輔   | 戸田さやか 斉藤里枝 川島尚 満田一 青木康哲 島田さとし 鈴木和音 石川てつや | 2021年 10月3日 |
| 第2話  | やるぞ！お祭りステージ！                            | 村山功            | 小松達彦                   | Choi Hun Cheol Na Ki Chual    | 熊野千尋          | Na Ki Chual         | 小林浩輔   | 戸田さやか 斉藤里枝 川島尚 青木康哲 島田さとし                            | 10月10日       |
| 第3話  | おしゃれ番長・ひな見参じゃん！                      | 坪田文            | 南康宏                     | Jeon Byung Cheol Nam Sung Min | 米田光宏          | Jeon Byung Cheol    | 小林浩輔   | 戸田さやか 斉藤里枝 川島尚 青木康哲 島田さとし                            | 10月17日       |
| 第4話  | コンビ解散!? マジ早すぎだよ〜                       | 坪田文            | 佐藤順一 小林浩輔          | Park Chi Man Nam Sung Min     | 徐惠眞            | Park Chi Man        | 小林浩輔   | 戸田さやか 斉藤里枝 川島尚 満田一 青木康哲 島田さとし                     | 10月24日       |
| 第5話  | みてみて！かわいい×2 みるきだお（は〜と）           | 広田光毅          | 菅原静貴                   | Nam Sung Min An Jai Ho        | 菅原静貴          | Nam Sung Min        | 小林浩輔   | 戸田さやか 斉藤里枝 川島尚 青木康哲 島田さとし                            | 10月31日       |
| 第6話  | 闇プリマジスタ!?れもん現る！                        | 村山功            | 誌村宏明                   | Choi Hun Cheol Na Ki Chual    | 黒瀬大輔          | Na Ki Chual         | 小林浩輔   | 戸田さやか 斉藤里枝 川島尚 満田一 青木康哲 島田さとし                     | 11月7日        |
| 第7話  | にゃんとも ユカイ☆ソーカイ☆魔法界！                 | 天真みちる        | 渡辺健一郎                 | Jeon Byung Cheol Nam Sung Min | 渡辺健一郎        | Jeon Byung Cheol    | 小林浩輔   | 斉藤里枝 川島尚 青木康哲 島田さとし                                       | 11月14日       |
| 第8話  | ひな先輩のマジ特訓！ ヤバいよヤバいよマジヤバいよ！ | 広田光毅          | 米田光宏                   | Park Chi Man Nam Sung Min     | 米田光宏          | Park Chi Man        | 小林浩輔   | 戸田さやか 斉藤里枝 川島尚 青木康哲 島田さとし                            | 11月21日       |
| 第9話  | 心・覚醒！れもん降臨す!!                            | 村山功            | 小松達彦                   | Nam Sung Min An Jai Ho        | 伊藤浩            | Nam Sung Min        | 小林浩輔   | 戸田さやか 斉藤里枝 川島尚 青木康哲 島田さとし                            | 11月28日       |
| 第10話 | プリマジしか勝たん！ 激熱オフ会!!                   | 助川紗和子        | 今中菜々                   | Choi Hun Cheol Na Ki Chual    | 今中菜々          | Na Ki Chual         | 小林浩輔   | 斉藤里枝 川島尚 青木康哲 島田さとし                                       | 12月5日        |
| 第11話 | 跳べひな！孤独を超えていけ！                        | 広田光毅          | 菅原静貴                   | Jeon Byung Cheol Nam Sung Min | 熊野千尋          | Jeon Byung Cheol    | 小林浩輔   | 戸田さやか 斉藤里枝 川島尚 満田一 青木康哲 島田さとし                     | 12月12日       |
| 第12話 | まつりVSひな フェニックスはどちらに微笑む？         | 坪田文            | 南康宏                     | Park Chi Man Nam Sung Min     | 伊藤浩            | Park Chi Man        | 小林浩輔   | 戸田さやか 斉藤里枝 川島尚 満田一 青木康哲 島田さとし                     | 12月19日       |
| 第13話 | ワッチャ・マジックワード                            | 坪田文            | 佐藤順一 小林浩輔          | Nam Sung Min An Jai Ho        | 鷹山勇次          | Nam Sung Min        | 小林浩輔   | 戸田さやか 斉藤里枝 川島尚 満田一 青木康哲 島田さとし                     | 12月26日       |
| 第14話 | 熱くあやしく麗しく 〜あまねのプリマジ〜             | 天真みちる        | 誌村宏明                   | Choi Hun Cheol Na Ki Chual    | 米田光宏          | Na Ki Chual         | 小林浩輔   | 戸田さやか 斉藤里枝 川島尚 満田一 青木康哲 島田さとし 石川てつや          | 2022年 1月16日 |
| 第15話 | もうやめだ！ 合宿なんてやってられない！             | 村山功            | 南康宏                     | Jeon Byung Cheol Nam Sung Min | 髙橋福大郎        | Jeon Byung Cheol    | 小林浩輔   | 戸田さやか 斉藤里枝 川島尚 青木康哲 島田さとし                            | 1月23日        |
| 第16話 | 橙真の『マジ』 ひゅーいの『マジ』                   | 坪田文            | 小松達彦                   | Park Chi Man Nam Sung Min     | 熊野千尋          | Park Chi Man        | 小林浩輔   | 戸田さやか 斉藤里枝 川島尚 青木康哲 島田さとし                            | 1月30日        |
| 第17話 | チムム、 お世話になりましたチム…                    | 広田光毅          | 誌村宏明                   | Nam Sung Min An Jai Ho        | 伊藤浩            | Nam Sung Min        | 小林浩輔   | 戸田さやか 斉藤里枝 川島尚 青木康哲 島田さとし                            | 2月6日         |
| 第18話 | あまねの心、秘密の花園                              | 坪田文            | 大島克也                   | Choi Hun Cheol Na Ki Chual    | 大島克也          | Na Ki Chual         | 小林浩輔   | 戸田さやか 斉藤里枝 川島尚 青木康哲 島田さとし                            | 2月13日        |
| 第19話 | みんなで！ また行ったのカイ☆魔法界！                | 村山功            | 渡辺健一郎                 | Jeon Byung Cheol Nam Sung Min | 渡辺健一郎        | Jeon Byung Cheol    | 小林浩輔   | 戸田さやか 斉藤里枝 川島尚 青木康哲 島田さとし                            | 2月20日        |
| 第20話 | 空前絶後の！ みるきあざとい裁判だお！               | 天真みちる        | 小松達彦                   | Park Chi Man Nam Sung Min     | 黒瀬大輔          | Park Chi Man        | 小林浩輔   | 戸田さやか 斉藤里枝 川島尚 青木康哲 島田さとし                            | 2月27日        |
| 第21話 | アイ・アム・ジェニファー！                          | 土屋理敬          | 江副仁美                   | Nam Sung Min An Jai Ho        | 熊野千尋          | Nam Sung Min        | 小林浩輔   | 戸田さやか 斉藤里枝 川島尚 満田一 青木康哲 島田さとし 石川てつや          | 3月6日         |
| 第22話 | 緊急特番ご覧アーレイ！                              | 天真みちる        | 米田光宏                   | Choi Hun Cheol Na Ki Chual    | 米田光宏          | Na Ki Chual         | 小林浩輔   | 戸田さやか 斉藤里枝 川島尚 青木康哲 島田さとし                            | 3月13日        |
| 第23話 | 最後の試練 みんなでセンター！                       | 村山功            | 佐藤順一 小林浩輔          | Jeon Byung Cheol Nam Sung Min | 伊藤浩 髙橋福大郎 | Jeon Byung Cheol    | 小林浩輔   | 戸田さやか 斉藤里枝 川島尚 青木康哲 島田さとし                            | 3月20日        |
| 第24話 | 行くぞエキシビション！ 5人のマジ                    | 広田光毅          | 江副仁美 小林浩輔 小松達彦 | Park Chi Man Nam Sung Min     | 児玉和子          | Park Chi Man        | 小林浩輔   | 戸田さやか 斉藤里枝 川島尚 満田一 青木康哲 島田さとし                     | 3月27日        |
| 第25話 | 検証データFile 御芽河あうるの場合                   | 土屋理敬          | 小松達彦                   | Nam Sung Min An Jai Ho        | 黒瀬大輔          | Nam Sung Min        | 小林浩輔   | 戸田さやか 斉藤里枝 川島尚 満田一 青木康哲 島田さとし                     | 4月10日        |
| 第26話 | あうるの英吉研究白書！                              | 村山功            | 西田健一                   | Choi Hun Cheol Na Ki Chual    | 熊野千尋          | Na Ki Chual         | 小林浩輔   | 戸田さやか 斉藤里枝 川島尚 満田一 青木康哲 島田さとし                     | 4月17日        |
| 第27話 | 繋がっていく運命                                    | 坪田文            | 佐藤順一 小林浩輔          | Jeon Byung Cheol Nam Sung Min | 米田光宏          | Jeon Byung Cheol    | 小林浩輔   | 戸田さやか 斉藤里枝 川島尚 満田一 青木康哲 島田さとし                     | 4月24日        |
| 第28話 | 君はマイ・プレシャスワン！ 俺たちのマジ！           | 坪田文            | 西田健一                   | Park Chi Man Nam Sung Min     | 児玉和子          | Park Chi Man        | 小林浩輔   | 戸田さやか 斉藤里枝 川島尚 満田一 青木康哲 島田さとし                     | 5月1日         |
| 第29話 | 誰と組む？ フィーリングデュオ大会                   | 天真みちる        | 山本三輪子                 | Nam Sung Min An Jai Ho        | 髙橋福大郎        | Nam Sung Min        | 小林浩輔   | 戸田さやか 斉藤里枝 川島尚 満田一 青木康哲 島田さとし                     | 5月8日         |
| 第30話 | めがねとコンタクト                                  | 土屋理敬          | 松園公                     | Choi Hun Cheol Na Ki Chual    | 熊野千尋          | Na Ki Chual         | 小林浩輔   | 戸田さやか 斉藤里枝 川島尚 満田一 青木康哲 島田さとし                     | 5月15日        |
| 第31話 | マジ？テクノロジー？ いざ、デュオプリマジ！         | 広田光毅          | 小松達彦                   | Jeon Byung Cheol Nam Sung Min | 米田光宏          | Jeon Byung Cheol    | 小林浩輔   | 戸田さやか 斉藤里枝 川島尚 満田一 青木康哲 島田さとし                     | 5月22日        |
| 第32話 | ただ1つの花 〜あまねのマジ〜                        | 天真みちる 坪田文 | 坂田純一                   | Park Chi Man Nam Sung Min     | 黒瀬大輔          | Park Chi Man        | 小林浩輔   | 戸田さやか 斉藤里枝 川島尚 満田一 青木康哲 島田さとし                     | 5月29日        |
| 第33話 | 太陽を目指す者たち                                  | 坪田文            | 西田健一                   | Nam Sung Min An Jai Ho        | 伊藤浩            | Nam Sung Min        | 小林浩輔   | 戸田さやか 斉藤里枝 川島尚 満田一 青木康哲 島田さとし                     | 6月5日         |
| 第34話 | 私だけのビビッドスター                              | 坪田文            | 大宙征基                   | Choi Hun Cheol Na Ki Chual    | 児玉和子          | Na Ki Chual         | 小林浩輔   | 戸田さやか 斉藤里枝 川島尚 満田一 青木康哲 島田さとし                     | 6月12日        |
| 第35話 | 舞い上がれ！ ひなとあまねのデュオ！                 | 土屋理敬          | 宗廣智行                   | Jeon Byung Cheol Nam Sung Min | 熊野千尋          | Jeon Byung Cheol    | 小林浩輔   | 戸田さやか 斉藤里枝 川島尚 満田一 青木康哲 島田さとし                     | 6月19日        |
| 第36話 | さらばれもん！ お暇のきゃろん                       | 村山功            | 誌村宏明                   | Park Chi Man Nam Sung Min     | 米田光宏          | Park Chi Man        | 小林浩輔   | 戸田さやか 斉藤里枝 川島尚 満田一 青木康哲 島田さとし                     | 6月26日        |
| 第37話 | だいじょうぶ!? みるれもデート！                     | 高橋征也          | 誌村宏明                   | Nam Sung Min An Jai Ho        | 髙橋福大郎        | Nam Sung Min        | 小林浩輔   | 戸田さやか 斉藤里枝 川島尚 満田一 青木康哲 島田さとし                     | 7月3日         |
| 第38話 | かつ目でござる！ これが私らのデュオだお！           | 村山功            | 渡辺健一郎                 | Choi Hun Cheol Na Ki Chual    | 渡辺健一郎        | Na Ki Chual         | 小林浩輔   | 戸田さやか 斉藤里枝 川島尚 満田一 青木康哲 島田さとし                     | 7月10日        |
| 第39話 | 灼熱ドリーマー 御芽河阿智彦                         | 広田光毅          | 小松達彦                   | Jeon Byung Cheol Nam Sung Min | 黒瀬大輔          | Jeon Byung Cheol    | 小林浩輔   | 戸田さやか 斉藤里枝 川島尚 満田一 青木康哲 島田さとし                     | 7月17日        |
| 第40話 | You are MY Sunshine                                 | 坪田文            | 大宙征基                   | Park Chi Man Nam Sung Min     | 熊野千尋          | Park Chi Man        | 小林浩輔   | 戸田さやか 斉藤里枝 川島尚 満田一 青木康哲 島田さとし                     | 7月24日        |
| 第41話 | プリマジ、マジ終了!?                                | 土屋理敬          | 室谷靖                     | Nam Sung Min An Jai Ho        | 伊藤浩            | Nam Sung Min        | 小林浩輔   | 戸田さやか 斉藤里枝 川島尚 満田一 青木康哲 島田さとし                     | 7月24日        |
| 第42話 | せっ者とマジの距離                                  | 村山功            | 山本三輪子                 | Choi Hun Cheol Na Ki Chual    | 髙橋福大郎        | Na Ki Chual         | 小林浩輔   | 戸田さやか 斉藤里枝 川島尚 満田一 青木康哲 島田さとし                     | 8月7日         |
| 第43話 | 勝ちたい！ 届け、このマジ                           | 広田光毅          | 西田健一                   | Jeon Byung Cheol Nam Sung Min | 児玉和子          | Jeon Byung Cheol    | 小林浩輔   | 戸田さやか 斉藤里枝 川島尚 満田一 青木康哲 島田さとし                     | 8月14日        |
| 第44話 | みるきぃどり〜む♡めしあがれ（ぺこり）               | 高橋征也          | 小松達彦                   | Park Chi Man Nam Sung Min     | 米田光宏          | Park Chi Man        | 小林浩輔   | 戸田さやか 斉藤里枝 川島尚 満田一 青木康哲 島田さとし                     | 8月21日        |
| 第45話 | 科学の道、あうるの道                                | 土屋理敬          | 松園公                     | Nam Sung Min An Jai Ho        | 熊野千尋          | Nam Sung Min        | 小林浩輔   | 戸田さやか 斉藤里枝 川島尚 満田一 青木康哲 島田さとし                     | 8月28日        |
| 第46話 | 貴女に捧げる…『愛しています』                       | 高橋征也 坪田文   | 大空征基                   | Choi Hun Cheol Na Ki Chual    | 伊藤浩            | Na Ki Chual         | 小林浩輔   | 戸田さやか 斉藤里枝 川島尚 満田一 青木康哲 島田さとし                     | 9月4日         |
| 第47話 | マジか！ 間近に迫るフェス！                         | 村山功            | 渡辺健一郎                 | Jeon Byung Cheol Nam Sung Min | 渡辺健一郎        | Jeon Byung Cheol    | 小林浩輔   | 戸田さやか 斉藤里枝 川島尚 満田一 青木康哲 島田さとし                     | 9月11日        |
| 第48話 | 開幕！ ユーフォリアレビュー                         | 広田光毅          | 小林浩輔                   | Park Chi Man Nam Sung Min     | 小林浩輔          | Park Chi Man        | 小林浩輔   | 戸田さやか 斉藤里枝 川島尚 満田一 青木康哲 島田さとし                     | 9月18日        |
| 第49話 | マナマナ・マジパ・チュッピ                          | 土屋理敬          | 小林浩輔                   | Nam Sung Min An Jai Ho        | 小林浩輔          | Nam Sung Min        | 小林浩輔   | 戸田さやか 斉藤里枝 川島尚 満田一 青木康哲 島田さとし                     | 9月25日        |
| 第50話 | キミがあたしにかけた魔法                            | 坪田文            | 佐藤順一                   | Choi Hun Cheol Na Ki Chual    | 伊藤浩            | Na Ki Chual         | 小林浩輔   | 戸田さやか 斉藤里枝 川島尚 満田一 青木康哲 島田さとし                     | 10月2日        |
| 第51話 | みんな、いっしょにプリマジしよ！                    | 村山功            | 誌村宏明                   | Jeon Byung Cheol Nam Sung Min | 米田光宏          | Jeon Byung Cheol    | 小林浩輔   | 戸田さやか 斉藤里枝 川島尚 満田一 青木康哲 島田さとし                     | 10月9日        |

### 放送局
| 放送期間                                                                                      | 放送時間               | 放送局              | 対象地域 | 備考                      |
| --------------------------------------------------------------------------------------------- | ---------------------- | ------------------- | -------- | ------------------------- |
| 2021年10月3日 - 2022年10月9日                                                                 | 日曜 10:00 - 10:30     | テレビ東京系列全6局 | 日本国内 |                           |
| 2021年10月5日 - 2022年10月11日                                                                | 火曜 23:30 - 水曜 0:00 | AT-X                | 日本全域 | CS放送 / リピート放送あり |
| 2021年10月10日 - 2022年10月16日                                                               | 日曜 5:30 - 6:00       | テレビ新広島        | 広島県   |                           |
|                                                                                               | 日曜 6:30 - 7:00       | 仙台放送            | 宮城県   |                           |
| 2021年10月29日 - 2022年10月28日                                                               | 金曜 7:00 - 7:30       | テレビ和歌山        | 和歌山県 | [ 注 56 ]                 |
| 2021年11月27日 -                                                                              | 土曜 11:30 - 12:00     | キッズステーション  | 日本全域 | CS放送                    |
| 2021年12月13日 - 2022年12月19日                                                               | 月曜 17:25 - 17:55     | びわ湖放送          | 滋賀県   | [ 注 56 ] [ 42 ]          |
| 2022年5月4日 - 2023年6月7日                                                                   | 水曜 7:30 - 8:00       | 奈良テレビ          | 奈良県   | [ 注 56 ]                 |
| テレビ東京系列では字幕放送・連動データ放送を実施。 また、本放送前週に事前特番を放送（後述）。 |                        |                     |          |                           |

| 配信開始日    | 配信時間            | 配信サイト |
| ------------- | ------------------- | --- |
| 2021年10月4日 | 月曜 17:00以降 更新 | dアニメストア U-NEXT アニメ放題 dTV アニメタイムズ Hulu ニコニコチャンネル J:COM オンデマンド TELASA milplus auスマートパスプレミアム Rakuten TV バンダイチャンネル ビデオマーケット music.jp DMM.com GYAO!ストア HAPPY!動画 Google Play TSUTAYA TV |
|               | 月曜 21:30 - 22:00  | ニコニコ生放送 |
| 2021年10月5日 | 火曜 12:00 更新     | YouTube（ちゃおチャンネル｜テレビ東京公式 あにてれちゃんねる） |

日本国外
- センタイ・フィルムワークスがライセンスを取得し[46]、日本での本放送1時間後からアメリカ合衆国およびカナダ、イギリス、アイルランド、オーストラリア、ニュージーランド、中南米各国、スカンディナヴィア（スウェーデン、ノルウェー、デンマーク）、スペイン、ポルトガルでCrunchyrollを通じて配信している。

| テレビ東京系列 日曜10:00 - 10:30                                | テレビ東京系列 日曜10:00 - 10:30                                                                | テレビ東京系列 日曜10:00 - 10:30 |
| 前番組                                                          | 番組名                                                                                          | 次番組 |
| --------------------------------------------------------------- | ----------------------------------------------------------------------------------------------- | --- |
| プリティーオールフレンズセレクション （2021年6月6日 - 9月19日） | ワッチャプリマジ! （2021年10月3日 - 2022年10月9日） - ※本番組までプリティーシリーズかつアニメ枠 | 乗れない鉄道に乗ってみた! （つなぎ番組、BSテレ東製作） ↓ すとぷりのHere!We!GO!! （2022年12月4日 - 2023年5月28日） - ※本番組よりバラエティ枠 |

### 特別番組
アニメの放送開始前と改編期に放送された特別番組。

#### スタート直前!大予習スペシャル
「『ワッチャプリマジ!』スタート直前!大予習スペシャル」は、2021年9月26日にテレビ東京系列で放送された単発特別番組。アニメの放送とゲームの稼働開始を控えてバラエティ形式の特別番組を放送するのは『プリパラ』開始前の『特別開校!プリパラスクール』（2014年6月21・28日放送）以来7年ぶりとなった。
番組内では「NEXT声優アーティストオーディション」の結果が発表され、優勝者の藤寺美徳（発表当初は「ミノリ」とも呼ばれた）が御芽河あうる役としてデビューすることが明かされた。
- 出演 - ゆりやんレトリィバァ、廣瀬千夏（陽比野まつり役）、小池理子（みゃむ役）、伊藤かな恵（タントちゃん役、ナレーション）

#### ワッチャプリマジ学園
改編期に挿入される前クールのトピックや次クールの見所を紹介する特別番組。実写パートは無く、講師役のみゃむが生徒役のまつりらプリマジスタを交えて進行していた。
マジでわかる!ワッチャプリマジ学園
2022年1月9日放送。
新学期だよ!ワッチャプリマジ学園
2022年4月3日放送。

### BD
| 巻 | 発売日         | 収録話          | 規格品番      |
| -- | -------------- | --------------- | ------------- |
| 1  | 2022年4月22日  | 第1話 - 第12話  | EYXA-13649/50 |
| 2  | 2022年7月22日  | 第13話 - 第24話 | EYXA-13651/2  |
| 3  | 2022年10月21日 | 第25話 - 第36話 | EYXA-13653/4  |
| 4  | 2023年1月20日  | 第37話 - 第51話 | EYXA-13655/6  |

## Webラジオ
『ワッチャプリラジ!〜やるぞ!おまつりラジオ〜』は2022年7月1日から2023年3月24日までアニメイトタイムズおよびエイベックス・ピクチャーズYouTube公式チャンネルにて配信されたWebラジオ番組。パーソナリティはアニメのキャストが回替わりで担当する。
配信リスト
| 回     | 配信日          | サブタイトル                                                                                 | パーソナリティ |
| ------ | --------------- | -------------------------------------------------------------------------------------------- | --- |
| 1      | 2022年 07月01日 | いっしょにプリラジしよ!                                                                      | 廣瀬千夏（陽比野まつり役）、小池理子（みゃむ役）                                                                     |
| 2      | 08月10日        | ひなとれもんのドキドキラジオ 〜ひな見参じゃん!れもん降臨でござる!!〜                         | 内田彩（弥生ひな役）、鈴木杏奈（心愛れもん役）                                                                       |
| 3      | 09月16日        | 〜あまねとみるきの熱くアヤしく麗しいラジオだお（は～と）〜                                   | 庄司宇芽香（皇あまね役）、相良茉優（甘瓜みるき役）                                                                   |
| 4      | 10月26日        | 〜届け橙真とひゅーいのプリマジラジオ!〜                                                      | 梶原岳人（伊吹橙真役）、田丸篤志（ひゅーい役）                                                                       |
| 5      | 2023年 01月06日 | 〜あうるとジェニファーとタントちゃんとめが姉ぇとタテジマのプリマジラジオ、スタート!わ～い!〜 | 藤寺美徳（御芽河あうる役）、青野紗穂（ジェニファー・純恋・ソル役）、伊藤かな恵（タントちゃん、めが姉ぇ、タテジマ役） |
| 特別版 | 03月24日        | 〜チムムときゃろんとぱたののプリマジラジオ、はじまります!チム!だべぇ!〜                      | 引坂理絵（チムム役）、吉河順央（きゃろん役）、小原好美（ぱたの役）                                                   |

## 漫画
アニメの放送開始に先駆けて、『ちゃお』（小学館）にて2021年10月号（9月3日発売）よりコミカライズ作品が連載開始され、2022年11月号（10月3日発売）まで連載された。作者は同誌で『プリパラ』および『キラッとプリ☆チャン』を連載した辻永ひつじが引き続き担当。
本作品を以って『ちゃお』本誌での連載は終了し、次回作『ひみつのアイプリ』ではウェブコミック配信サイト『ちゃおプラス』に移籍する事になった

## イベント
プリパラ&キラッとプリ☆チャン＆ワッチャプリマジ! Winter Live 2021
2021年12月5日に幕張メッセイベントホールにて開催された「プリパラ」（「アイドルタイムプリパラ」）、「キラッとプリ☆チャン」との3作品合同イベント。ULIZAでの生配信も実施。
Pretty Live！ 〜One for All !!!〜
2022年7月3日に中野サンプラザにて開催された「アイドルタイムプリパラ」「アイドルランドプリパラ」「キラッとプリ☆チャン」とのクロスオーバーライブイベント。ミクチャでの生配信も実施。
Pretty Live！ 〜All for One !!!〜
2022年9月24日に中野サンプラザにて開催された前回同様のクロスオーバーライブイベント。ミクチャでの生配信も実施。
プリパラ&キラッとプリ☆チャン＆ワッチャプリマジ! Winter Live 2022
2022年12月4日に幕張メッセイベントホールにて開催された前回、前々回同様のクロスオーバーライブイベント。ミクチャでの生配信も実施。
ワッチャ！リーディング！マジック！
2023年9月15日、16日に一ツ橋ホールにて開催された本作初の単独朗読劇イベント。mahocastでの生配信も実施。テレビアニメ本編終了後の後日譚を描いたオリジナルストーリーが披露された。
プリパラ&キラッとプリ☆チャン＆ワッチャプリマジ! Winter Live 2023
2023年12月4日に幕張メッセイベントホールにて開催の「アイドルタイムプリパラ」「アイドルランドプリパラ」「キラッとプリ☆チャン」とのクロスオーバーライブイベント。生配信も実施。